# Class ES1
De Class ES1, voluit Electric Shunting 1, was een reeks van twee elektrische rangeerlocomotieven met middencabine gebouwd voor de North Eastern Railway in 1902. Ze gingen in 1923 over naar de London and North Eastern Railway en in 1948 naar British Railways, beiden zijn voor de invoering van de computernummering uitgerangeerd.

## Geschiedenis
De North Eastern Railway was al heel vroeg enthousiast voor de elektrificatie van de spoorwegen in Groot-Brittannië en voerde dat ook relatief snel door. Als onderdeel van een elektrificatieproject voor voorstadslijnen in de regio Tyneside in 1902 wilde de hoofdingenieur van de NER, Wilson Worsdell, ook het 1200 m lange hoefijzervormige goederenspoor tussen het opstelterrein Trafalgar Yard bij het spoorwegstation Manors en het opstelterrein bij de kades in Newcastle elektrificeren. Het traject had drie tunnels, scherpe bochten en een steile helling van 1:27 en was een ware beproeving voor de stoomlocomotieven. De werkomstandigheden in de tunnels waren ook zeer slecht doordat de locomotieven voluit werkten en daarmee grote hoeveelheden rook produceerden die in de tunnels bleef hangen. De vonken van de stoomlocomotieven vormden een permanent brandgevaar voor het verpakkingsmateriaal bij de opstelterreinen, zodat elektrificatie voor de hand lag.

In het bestek voor de nieuwe elektrische locomotief was opgenomen dat een stilstaande trein van 150 ton op de steilste helling in beweging gezet moest kunnen worden, terwijl op vlakke delen een snelheid van 14 mijl/u voor een trein van 300 ton werd vereist. Het hele traject moest in 4,5 minuut afgelegd worden.

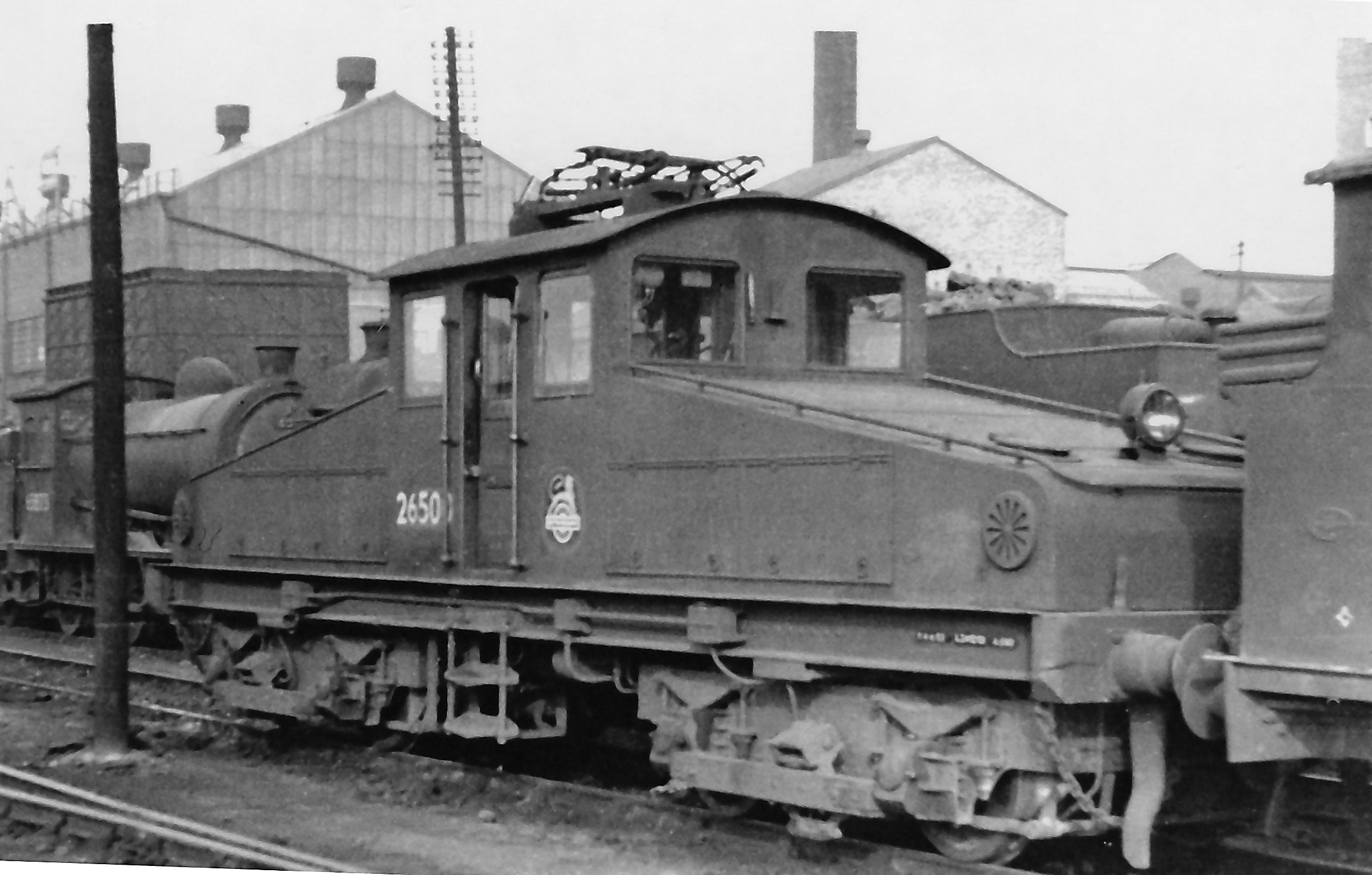
De 26500 in het locomotiefdepot van Heaton op 13 juni 1954

In 1900 bouwden General Electric (GE) en Thomson-Houston een locomotief met middencabine voor de Ferrovie Nord Milano in Italië voor de lijn Milaan–Varese, die was geëlektrificeerd met een derde rail met 650 V ==. Die spoorlijn werd in 1901 geopend en het ontwerp bewees zich in de praktijk. De ES1 van North Eastern Railway werd afgeleid van dit Amerikaanse ontwerp, hoewel ze van meet af aan werden voorzien van zowel een derde rail als van een bovenleiding. Het haventraject in New Castle gebruikte de derde rail in de tunnels en e bovenleiding daarbuiten.
Het contract met de British Thomson-Houston Company werd getekend op 15 december 1902, met een geplande aflevering eind 1903. British Thomson-Houston besteedde de mechanische delen uit aan de Brush Electrical Engineering Co.
De elektrificatie was op 5 juni 1905 voltooid en de twee locomotieven voldeden prima. In 1906 werd een elektrische verwarming aangebracht na klachten van het personeel over te koude winterochtenden. Enkele jaren later werden de oorspronkelijke pantografen op de voor- en achterkap vervangen door één pantograaf op het dak. Met enkele andere wijzigingen bleven ze tot 29 februari 1964 in dienst toen de elektrische tractie door diesels werd vervangen. Vijf jaar later werd de lijn gesloten.
Op oude foto's is het opschrift "CLASS ELECTRIC 1" te zien tussen de buffers, maar dit is niet gemeld in de officiële archieven. Net als de andere elektrische locomotieven van de LNER volgde de indeling in een reeks pas op 4 oktober 1945, toen de 1 & 2 de aanduiding ES1 (Electric Shunting 1, ofwel elektrische rangeerder ontwerp 1) kregen. Nr. 1 wisselde van nummer met declass D3 stoomlocomotief 4075 op 30 september 1944, maar na een omnummering tot nr. 2000 kreeg de ES1 haar oorspronkelijk nummer terug op 24 oktober 1944. Op 14 juni 1946 volgde een omnummering naar 6480 en 1 en bij British Railways kregen ze in april 1948 de nummers 26500/1.

## Museumloc
In 1968 werd ES1 nr 26500 overgebracht naar het Leicester Railway Museum. Na de sluiting van dit museum in 1977 werd de ES1 opgenomen in de verzameling van het National Railway Museum, en is momenteel te bezichtigen in het Locomotion Museum te Shildon.